# Рацифа Андрихаманана, Вола Ханта
Вола Ханта Рацифа Андрихаманана (фр. Vola Hanta Ratsifa Andrihamanana, род. 28 сентября 1970) — мадагаскарская пловчиха. Участница летних Олимпийских игр 1992 года, бронзовый призёр Всеафриканских игр 1987 года, двукратный бронзовый призёр Всеафриканских игр 1991 года.

## Биография
Вола Ханта Рацифа Андрихаманана родилась 28 сентября 1970 года.
Трижды выигрывала бронзовые медали на Всеафриканских играх: в 1987 году в Найроби стала третьей на дистанции 200 метров брассом, в 1991 году в Каире — на дистанциях 100 и 200 метров брассом.
В 1992 году вошла в состав сборной Мадагаскара на летних Олимпийских играх в Барселоне. Выступала в плавании на двух дистанциях. На дистанции 50 метров вольным стилем заняла 27-е место, показав результат 28,22 секунды и уступив 2,33 секунды худшей из попавших в финал Наталье Мещеряковой из Объединённой команды. На дистанции 100 метров брассом заняла 38-е место с результатом 1 минута 17,77 секунды, уступив 8,19 секунды худшей из попавших в финал Гилен Клутье из Канады. Также была заявлена на дистанциях 200 метров брассом и 200 метров комплексным плаванием, но не вышла на старт.

## Семья
Старшая сестра — Бако Рацифа (род. 1964), мадагаскарская пловчиха. Участвовала в летних Олимпийских играх 1980 года.